# Leucas abyssinica
Leucas abyssinica là một loài thực vật có hoa trong họ Hoa môi. Loài này được (Benth.) Briq. mô tả khoa học đầu tiên năm 1894.